# Drupeus hygropetricus
Drupeus hygropetricus is een keversoort uit de familie keikevers (Psephenidae). De wetenschappelijke naam van de soort werd in 2005 gepubliceerd door Lee, Lawrence & Satô.